# Xã La Roche, Quận Charles Mix, South Dakota
Xã La Roche (tiếng Anh: La Roche Township) là một xã thuộc quận Charles Mix, tiểu bang Nam Dakota, Hoa Kỳ. Năm 2010, dân số của xã này là 200 người.